# オマール・トレビーニョ・モラレス
オスカル・オマール・トレビーニョ・モラレス（スペイン語: Óscar Omar Treviño Morales、別名: Z-42、1974年1月26日 - ）は、メキシコの麻薬カルテル「ロス・セタス」の最高幹部ミゲル・トレビーニョ・モラレスの弟。兄ミゲルの逮捕に伴い、セタスの最高幹部就任が有力視されていた。しかし2015年、メキシコ警察に逮捕された。

## 経歴
オマールは1974年1月26日にタマウリパス州ヌエボ・ラレドにて生まれた。兄はロス・セタスの元リーダーであるミゲル・トレビーニョ・モラレスで、ミゲルがロス・セタスのメンバーだったことからオマールもロス・セタスに加入した。

### 犯罪活動
オマールは2005年から2006年にかけてヌエボ・ラレドで発生した複数の誘拐と殺人事件の指示をしていたとされている。また、 メキシコから米国に密輸された数kg以上のコカインの流通を監督していた疑いがある。
オマールは2008 年にアメリカ合衆国の首都であるワシントンDCの連邦裁判所より起訴され、アメリカ国務省は彼の逮捕および/または有罪判決につながる情報に対して最大で500 万ドルの報奨金を出すと発表した。また、アメリカ財務省はオマールは50人の麻薬密売者とともに麻薬密売に関与したとして、外国麻薬キングピン指定法に基づいてオマールを制裁として、アメリカ国内の資産凍結とアメリカ国民との一切の取引を禁じた。

## 逮捕

### オマール・トレビーニョ・モラレスの逮捕
2015年3月14日午前4時ごろ、オマール・トレビーニョ・モラレスはヌエボ・レオン州サン・ペドロ・ガルサ・ガルシアにある高級住宅街 フエンテス・デル・バジェの邸宅内で、突入してきたメキシコ軍とメキシコ連邦警察の合同作戦チームによって逮捕された。この逮捕劇では双方ともに1発の銃弾も発射されることはなかった。
また、合同作戦チームはオマールを逮捕した邸宅の近くの地域で彼の金融経営者カルロス・アルトゥロ・ヒメネス・エンシナスと他の4人を逮捕したと発表した。

### 移送
オマールは逮捕から4日後にメキシコ軍の飛行機に乗せられると、機内で上半身裸になるように調査官から指示された。オマールは指示通りに来ていた服を脱ぐとぶよぶよの体で身体を調査官に見せつけた。オマールは胸部に入ったタトゥーの写真を調査官に取られ、オマール自身かの特定材料に使われた。収容所の近くの空港に到着するとメキシコ軍兵士4人に周りを固められながらゆっくりと滑走路上を歩き当局が用意していた装甲車に乗り込んだ。その後オマールはメキシコ国内で最も警備が厳重な連邦社会再適応センター No.1に収監された。

### 判決
メキシコの連邦判事により懲役18年の判決を受けた。 

## 関連
- メキシコ麻薬戦争